# Marco Bürki
Marco Bürki (Bern, 10 juli 1993) is een Zwitser voetballer die bij voorkeur als centrale verdediger speelt. Hij stroomde in 2012 door vanuit de jeugd van BSC Young Boys. In april 2018 tekende Bürki een contract voor drie seizoenen met 1 jaar optie bij SV Zulte Waregem.

## Clubcarrière
Bürki doorliep de jeugdreeksen van BSC Young Boys. In 2012 maakte hij de overstap naar de eerste ploeg. Tijdens het seizoen 2015/16 en 2016/17 werd hij uitgeleend aan FC Thun. In april 2018 tekende Bürki een contract voor 3 seizoenen (met 1 jaar optie) bij SV Zulte Waregem. Zijn debuut in de Eerste klasse A maakte hij op 4 augustus 2018 in de wedstrijd tegen KAA Gent. Hij kwam 2 minuten voor tijd Erdin Demir vervangen. De wedstrijd eindigde op 1–1.
Bürki doorliep ook verschillende Zwitsers jeugdploegen. Hij maakte deel uit van de U18, U20 en U21.

## Privé
Marco Bürki is de broer van Roman Bürki, doelman van Borussia Dortmund.

## Clubstatistieken
| Seizoen     | Club             | Competitie      | Competitie | Competitie | Beker | Beker | Internationaal | Internationaal | Totaal | Totaal |
| Seizoen     | Club             | Competitie      | Wed.       | Dlp.       | Wed.  | Dlp.  | Wed.           | Dlp.           | Wed.   | Dlp.   |
| ----------- | ---------------- | --------------- | ---------- | ---------- | ----- | ----- | -------------- | -------------- | ------ | ------ |
| 2012/13     | BSC Young Boys   | Super League    | 16         | 0          | 1     | 0     | —              | —              | 17     | 0      |
| 2013/14     | BSC Young Boys   | Super League    | 3          | 0          | 1     | 1     | —              | —              | 4      | 1      |
| 2014/15     | BSC Young Boys   | Super League    | 5          | 0          | 0     | 0     | 1              | 0              | 6      | 0      |
| 2015/16     | → FC Thun        | Super League    | 22         | 0          | 3     | 0     | 1              | 0              | 26     | 0      |
| 2016/17     | → FC Thun        | Super League    | 25         | 1          | 1     | 0     | —              | —              | 26     | 1      |
| 2017/18     | BSC Young Boys   | Super League    | 4          | 0          | 2     | 0     | 2              | 0              | 8      | 0      |
| 2018/19     | SV Zulte Waregem | Eerste klasse A | 34         | 1          | 0     | 0     | —              | —              | 19     | 1      |
| 2019/20     | SV Zulte Waregem | Eerste klasse A | 7          | 0          | 0     | 0     | —              | —              | 7      | 0      |
| Club totaal | Club totaal      | Club totaal     | 116        | 2          | 8     | 1     | 4              | 0              | 128    | 3      |

1 Bostyn ·
3 Tanghe ·
4 Lemoine ·
7 Challouk ·
8 Rommens ·
9 Vossen  ·
10 Ablo Traoré ·
11 Gavriel ·
14 Barkarson ·
17 Diop ·
18 Tambedou ·
19 Nyssen ·
20 Hedl ·
21 Nnadi ·
22 Opoku ·
23 Van der Gouw ·
24 Erenbjerg ·
27 Diabaté ·
31 Willen ·
42 Dobbels ·
47 Labie ·
50 Van Damme ·
55 Cappelle ·
59 Demuynck ·
64 Sergeant ·
Coach: Vandenbroeck